# Ida Basilier-Magelssen
Ida Mathilda Basilier-Magelssen, född den 10 september 1846 i Pidisjärvi, död 23 maj 1928 i Hegra i Norge, var en finländsk-norsk sångerska. 
Basilier genomgick studier i Paris (1867–1870) och Sankt Petersburg. På 1870-talet var hon finska operans förnämsta kraft, deltog i Trebellis konsertturné i England 1877 och sjöng med framgång på operascener i Skandinavien, Tyskland och Frankrike. Hon var åren 1872–1874 Kungliga Operans mest lysande koloratursångerska. Under åren 1870–1880 gav hon omkring 700 konserter i Norden, främst i Sverige. Sedan 1878 var hon gift med Johan Sigfried Cammermeyer Magelssen (död 1910), sedan 1890 verkade hon som lärare främst i Kristiania. 